# 落屑
落屑（らくせつ、英: desquamation）は、皮膚などの組織の最外層が剥離する現象である。

## 生理的落屑
ケラチノサイトは、皮膚の最外層である表皮の多くを占める細胞である。生きたケラチノサイトは表皮の基底層、有棘層、顆粒層に位置する。最外層は角質層と呼ばれ、終末分化したケラチノサイトである角質細胞によって構成されている。正常な皮膚では、角質細胞は皮膚表面から目立たない形で個々剥離してゆく。
角質細胞はコルネオデスモソーム（corneodesmosome）と呼ばれる細胞結合によって互いに連結されている。落屑が生じるためには、こうしたコルネオデスモソームによる連結を解く必要がある。顆粒層に位置するケラチノサイトはコルネオデスモソームの分解を担うカリクレインファミリーのメンバー、特にKLK1、KLK5、KLK7を産生する。カリクレインはセリンプロテアーゼであり、ケラチノサイトが角質細胞へ移行する過程で層板顆粒へ詰め込まれ、細胞間空間へ放出される。落屑が早期に生じることを防ぐために、顆粒層のケラチノサイトはカリクレイン阻害タンパク質も産生している。肢端部の表面では、顆粒層のケラチノサイトはKLK1やKLK7の発現をダウンレギュレーションし、KLK5特異的インヒビターであるSPINK9、システインプロテアーゼインヒビターCSTA、CST3といったプロテアーゼインヒビターの発現をアップレギュレーションするため、落屑はより緩やかに進行する。角質細胞の落屑過程が緩やかになることで、掌や足底の皮膚では保護機能を持った厚い角質層が形成される。

## 落屑の異常
さまざまな疾患では皮膚表面に鱗屑が形成されるが、これは落屑の異常が原因となっている。伴性遺伝性魚鱗癬で観察されるような病理的な落屑過程では、角質層が厚くなることで（過角化）皮膚は乾燥した鱗状の外観となる。そして角質細胞は一細胞ずつ剥離するのではなく塊として脱落するようになり、目に見える鱗屑が形成される。表皮の落屑は皮膚の疾患や損傷によっても引き起こされる。一例として、麻疹による紅斑が消失すると、そこでは落屑が生じる。皮膚の剥離は、I度熱傷や日焼けの治癒後にも一般的に生じる。黄色ブドウ球菌Staphylococcus aureusなどの細菌感染に対して致死的となりうる免疫応答が引き起こされる毒素性ショック症候群では、重度の落屑が生じる場合がある。水銀中毒でも同様である。極度の落屑を伴う他の重症皮膚疾患としては、スティーヴンス・ジョンソン症候群や中毒性表皮壊死症がある。放射線照射は乾性または湿性落屑を引き起こす場合がある。乾癬やアトピー性皮膚炎など免疫関連皮膚疾患の患者でも落屑の異常が生じる。落屑の異常によって、皮膚表面に鱗屑が形成されることが多い。鱗屑中の脂質構成の変化を皮膚疾患の診断ツールとして応用する可能性が提唱されている。

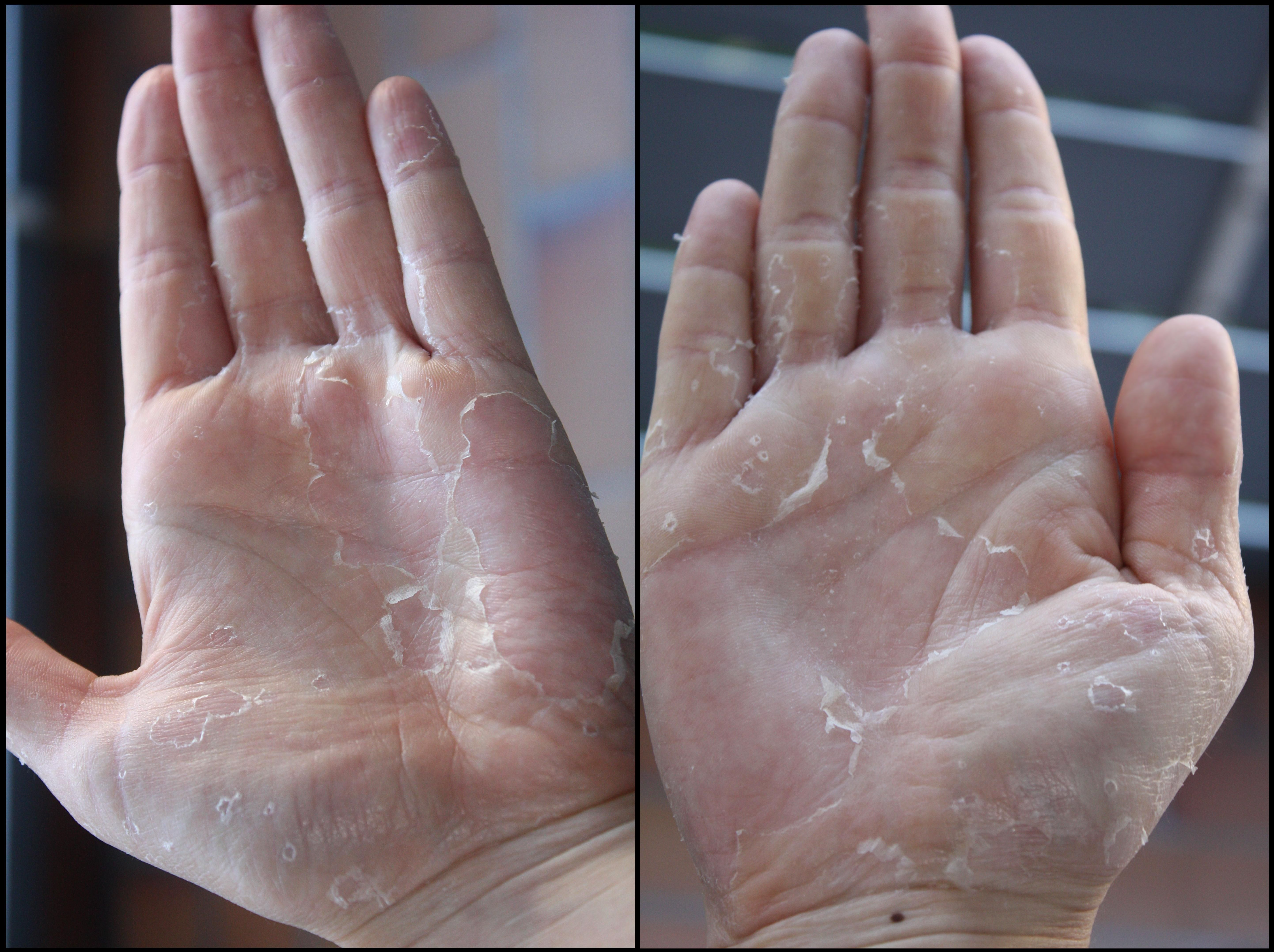
猩紅熱感染を原因とする手の皮膚の落屑
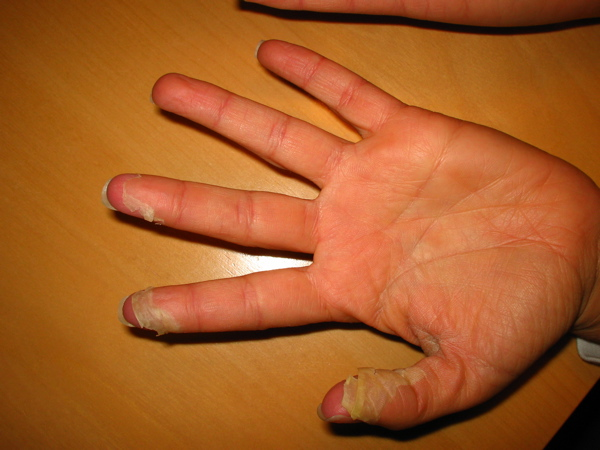
猩紅熱感染を原因とする指先の皮膚の落屑
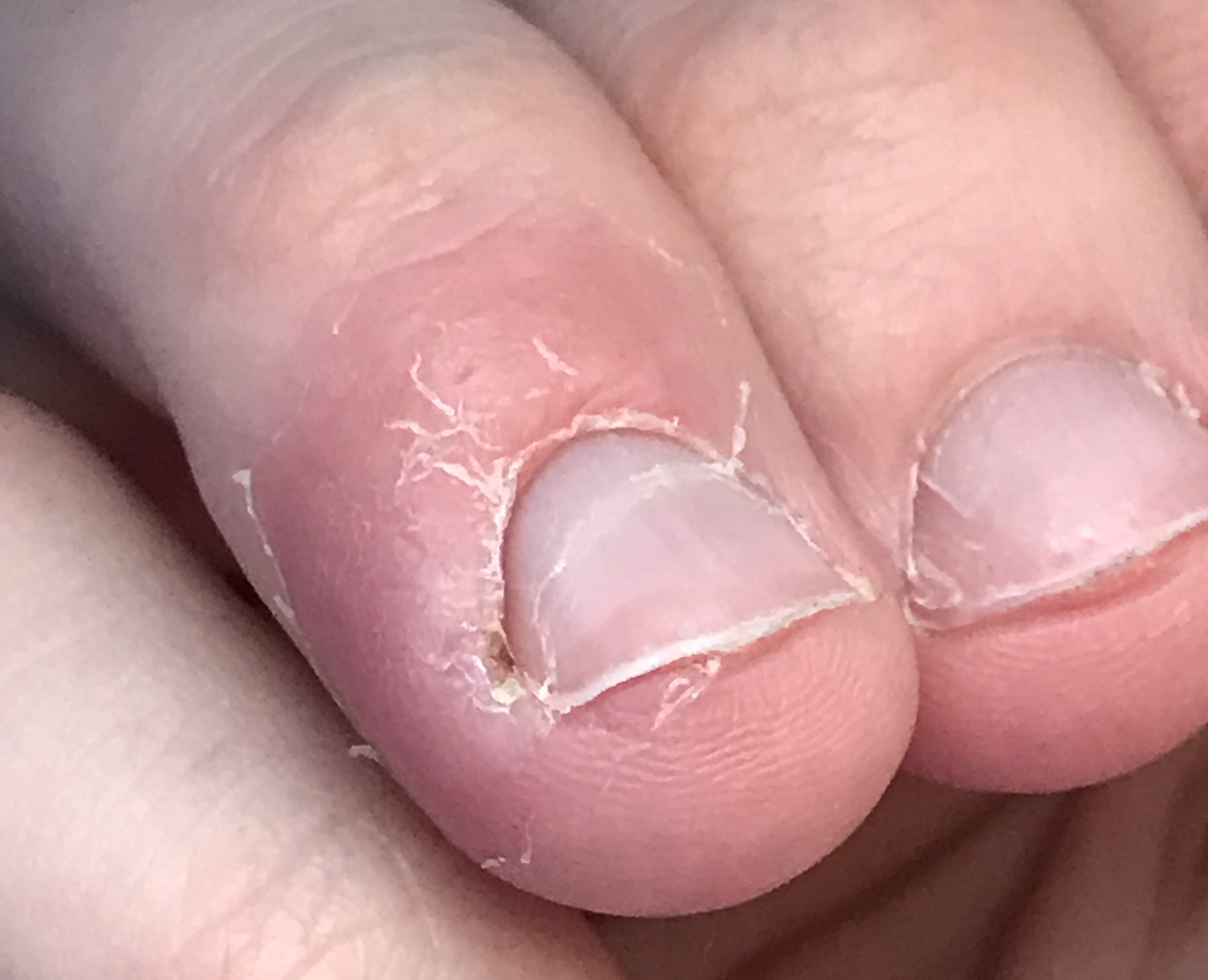
急性爪囲炎（英語版）の排膿によって引き起こされた指の皮膚の落屑

## 眼
ドライアイなどの疾患では、結膜や角膜など特定の組織で病理的剥離が生じる可能性がある。ヒトの眼の解剖学的構造により、水晶体では剥離は起こらない。